# Euchologion

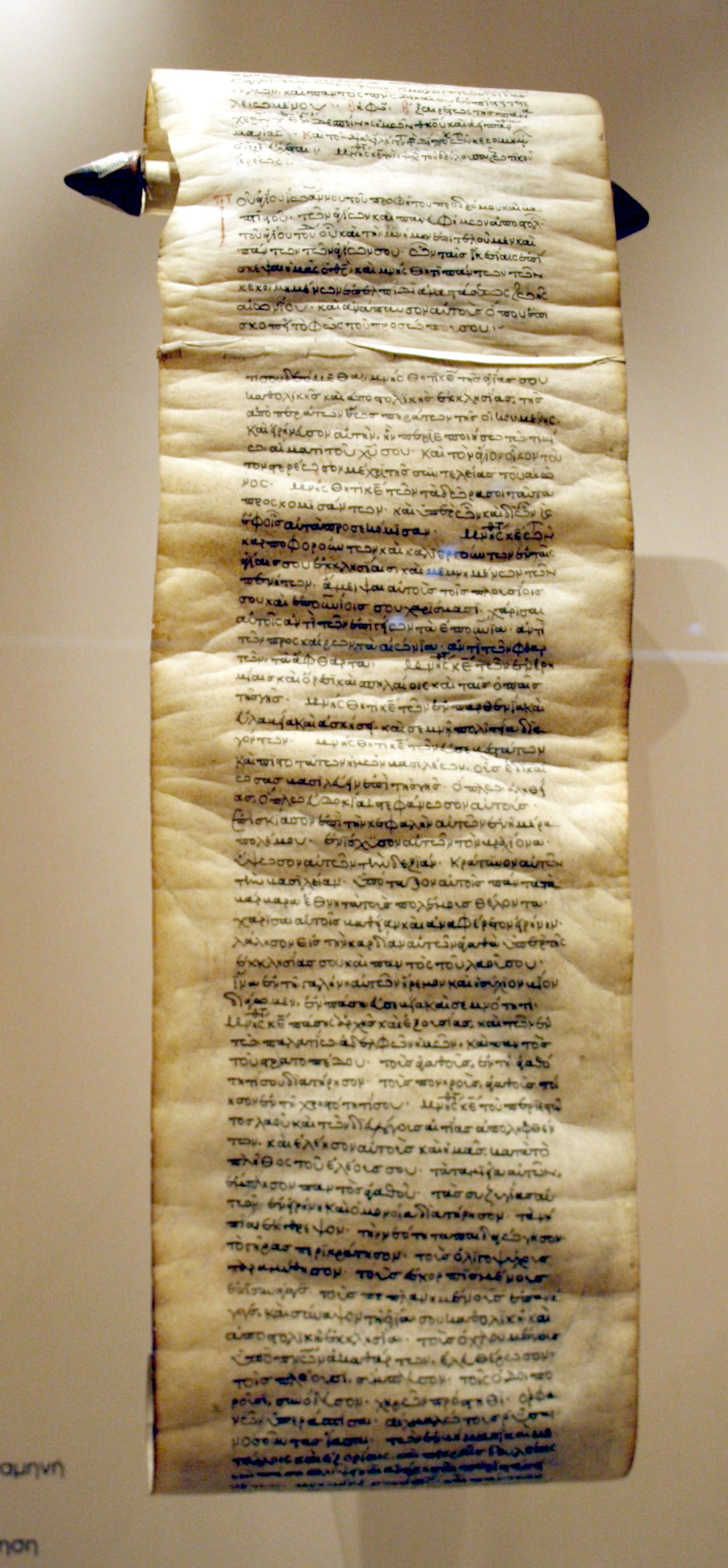
Byzantinische liturgische Rolle, 13. Jahrhundert

Euchologion (altgriechisch Εὐχολόγιον) nennt man das liturgische Buch verschiedener Ostkirchen, das sämtliche oder einen Teil jener Gebete umfasst, die Bischöfe und Priester als Vorsteher von Gottesdiensten zu sprechen haben. Im Abendland entspricht ihm das Sakramentar, in Armenien das Maschtoz. Der äußeren Form nach handelt es sich entweder um einen Kodex bzw. mehrere Libelli oder eine Reihe von Buchrollen (Rotulus, Kontakion).
Ein byzantinisches  (Mikrón Euchológion „Kleines Euchologion“) enthält die Texte für die Feier der Sakramente außer der Eucharistie. Es entspricht dem abendländischen Rituale. Andere Teil-Euchologien begegnen unter Namen wie Λειτουργίαι (Leitourgíai „Leiturgikon“; auch Ἱερατικόν „Hieratikon“), Ἐξοδιαστικόν (Exodiastikón, Begräbnisrituale), Σχηματολόγιον (Schematológion, klösterliche Riten).

## Historisches

### Handschriften
Aus der Alten Kirche sind nur wenige vollständige Euchologien bekannt, insbesondere eine Sammlung des 4. Jahrhunderts aus Ägypten, die dem Bischof Serapion von Thmuis zugeschrieben wird, das sogenannte „Serapion-Euchologion“ (Codex unicus: Athos, Kloster Megisti Lavra 149/B 29, 12. Jahrhundert). Spätantike Fragmente von Euchologien finden sich in größerer Anzahl, daneben direkte Zitate im Buch VIII der Apostolischen Konstitutionen (um 380).
Das älteste erhaltene Euchologion der byzantinischen Liturgie ist das sogenannte „Euchologium Barberinum S. Marci“: die Handschrift Barberinus Graecus 336 (vormals: III 55) der Biblioteca Apostolica Vaticana. Ein ähnlich altes, doch fragmentiertes griechisches Euchologion wurde 1975 im Sinai-Kloster entdeckt: Codex Sinaiticus gr. NE ΜΓ 53.
Beim „Barberinum S. Marci“ (Cod. Barb. gr. 336) handelt es sich um die süditalienische (kalabrische) Kopie eines um nahöstliche (melkitische) Materialien erweiterten Konstantinopolitaner Patriarchal-Euchologions aus dem späten 8. Jahrhundert (nach 787). Aus langer Vergessenheit tauchte das Manuskript erstmals wieder als Teil der Bücherkäufe des Niccolò Niccoli († 1437) auf, gelangte mit dessen Nachlass in die Bibliothek des Dominikanerklosters San Marco in Florenz und von dort 1639 zu Kardinal Francesco Barberini nach Rom. Dort fand es bei der – 1645 ergebnislos abgebrochenen – Vorbereitung eines von König Philipp IV. für das byzantinische Süditalien gewünschten Euchologion-Drucks Verwendung.
Älteste bekannte Handschrift eines an der Hagia Sophia zu Konstantinopel kopierten Euchologions ist der Codex Paris, BnF, Coislin 213 (v. J. 1027). Zur selben Rezension zählen die Euchologien Crypt. Γ.β.I (13. Jahrhundert), Athen. EBE 662 (Ende 13. Jahrhundert) und Moskau, GIM, Synod. gr. 261 (279/CCLXVI) (Mitte 14. Jahrhundert).
Ein byzantinisch geprägtes palästinisches Euchologion (vor 1030, heute verloren) führte Simeon von Trier mit sich. Ferner existiert eine teils christlich-palästinisch−aramäische, teils griechische (in aramäischer Schrift) Fassung mit Texten einheimischer und byzantinischer Herkunft und zusätzlich der Weihe des Nilwassers (British Library, Or. 4951, 13. Jahrhundert).
Das älteste slawische Euchologion ist das Euchologium Sinaiticum (Cod. Sinaiticus slav. 37/O+1/N) in glagolitischer Schrift aus dem 11. Jahrhundert.

### Drucke
Der erste Druck eines griechisch-byzantinischen Großen Euchologions für gottesdienstliche Zwecke erschien 1545 (nicht 1526) in Venedig (zahlreiche weitere venezianische Drucke bis in das 19. Jahrhundert). Eine erste katholische Druckausgabe besorgte 1754 in Rom Papst Benedikt XIV.; über ihre mehrjährige Redaktionsgeschichte und nicht wenigen Änderungen gegenüber orthodoxem Brauch unterrichtet Benedikts Enzyklika Ex quo. Neuauflagen erfuhr die römische Ausgabe 1839 (griechisch-arabisch) und 1873. In der Typographie des Ökumenischen Patriarchats Konstantinopel erschien der erste Euchologion-Druck 1803, die jüngste griechisch-orthodoxe Ausgabe zum liturgischen Gebrauch 2014 in Athen.
Älteste, lange Zeit einzige und noch heute nützliche wissenschaftliche Ausgabe (mit lateinischer Übersetzung und Kommentar) ist die Veröffentlichung durch Jacques Goar OP (1647).